# Христианство в Германии
Христианство в Германии — самая распространённая религия в стране.
Религия в Германии (2021)
 Христианство (52 %) Ислам (8 %) Буддизм (0,3 %) Атеизм (39,7 %)
По данным исследовательского центра Pew Research Center в 2010 году в Германии проживало 58,24 млн христиан, которые составляли 70,8 % населения этой страны. Энциклопедия «Религии мира» Дж. Г. Мелтона оценивает долю христиан в 2010 году в 70,6 % (58,12 млн верующих).
Крупнейшими направлениями христианства в стране являются протестантизм и католицизм. В 2000 году в Германии действовало 42,5 тыс. христианских церквей и мест богослужения, принадлежащих 284 различным христианским деноминациям.
Помимо немцев, христианами также являются большинство живущих в стране австрийцев, итальянцев, сербов, греков, русских, испанцев, поляков, португальцев, румын и др. европейцев. Среди неевропейских народов христианами являются большинство цыган, филиппинцев, американцев, тиграи, амхара и енишей.
Христиане Германии участвуют в экуменическом движении. В 1948 году в стране был создан Совет христианских церквей в Германии. Ряд немецких церквей (лютеран, старокатоликов, меннонитов, моравских братьев) входят во Всемирный совет церквей. Консервативные евангельские церкви страны объединены в Немецкий евангельский альянс, связанный со Всемирным евангельским альянсом.